# Asberg (Westerwald)
Der Asberg ist ein 428,5 m ü. NHN, früher über 441 m, hoher Berg auf dem Rheinwesterwälder Vulkanrücken am nördlichen Rand der Linzer Höhe. Am Asberg wurde bis in die 1970er-Jahre ein Basaltsteinbruch betrieben.

## Geographie
Der Asberg liegt im östlichen Gebiet der Stadt Unkel (mittlerer Abschnitt mit dem Gipfel) sowie der Ortsgemeinden Rheinbreitbach (nördlicher Abschnitt) und Erpel (südlicher Abschnitt) und markiert jeweils deren höchste Bodenpunkte. Die umgebende Hochfläche des Vulkanrückens überragt der Asberg mit seiner stumpfen Kuppe um rund 80 m. Durch den Basaltabbau hat der Berg, dessen ursprünglicher Gipfel zum Zeitpunkt der Landesaufnahme 1893 und des damals festgestellten Höhenwerts 441 m ü. NN bereits abgetragen worden war, in den nachfolgenden Jahrzehnten nochmals rund 10 Meter an Höhe eingebüßt. Damals besaß er noch einen Doppelgipfel, dessen östliche Spitze die höhere und aussichtsreichere war. Drei durch Abgrabung entstandene Seen mit einer Fläche von insgesamt zwei Hektar verteilen sich auf einer Länge von 500 m westlich und östlich des Gipfels, wobei der östliche und größte See Verlandungszonen aufweist.
Zu den am Asberg entspringenden Fließgewässern zählen im Norden auf dem Gebiet der Stadt Bad Honnef der Logebach, linker Quellbach des Pleisbachs, und im Osten der Hallerbach. Damit bildet der Asberg eine Wasserscheide zwischen den Rheinzuflüssen Sieg und Wied. Eine südliche Nachbaranhöhe ist der kleinere Steinhübel (362,1 m ü. NHN).
Der Laubmischwald, darunter der Rotbuchenwald, ist die dominierende Vegetationsform und im Süden des Asbergs Teil des Erpeler Kirchspielwalds. Nördlich beginnt an der südlichen Stadtgrenze von Bad Honnef der Stellweg, ein geradliniger ausgebauter Schneisenweg, der im oberen Bereich des Naturparks Siebengebirge bis nach Ittenbach führt. Der Rheinhöhenweg verläuft 1,5 Kilometer westlich des Asbergs und kreuzt den von dort kommenden Weg am Auge Gottes.

## Geologie
Der Asberg bekrönt eine flache Grundgebirgskuppel. Bei der an seiner Kuppe auftretenden Gesteinsart handelt es sich um Alkaliolivinbasalt, dessen Alter auf 24 Millionen Jahre datiert wird. An den Steilhängen der Abbauvertiefungen tritt er als sogenannter „Silikatfels“ zu Tage.

## Geschichte
Auf dem Asberg entstanden in keltischer Zeit im Zeitraum von 600–400 v. Chr. Ringwälle der Hunsrück-Eifel-Kultur. Sie wurden in den 1930er Jahren von der rheinischen Provinzialverwaltung in Bonn untersucht. Durch den Bergbau existieren heute keine Überreste der Ringwälle mehr. Der Name Asberg – lokal früher „Ahsberg“, im Kataster Aasberg – wird von „Asc“ (= Esche) hergeleitet und bezog sich möglicherweise ursprünglich nicht auf den Berg, sondern die keltische Fliehburg. An der Ostseite des Asbergs befand sich früher ein Brunnen, woran der Flurname Am Asbergsbrunnen erinnert.
Ab 1881 wurde am Asberg Basalt abgebaut und dabei unter anderem Wasserbausteine und Säulenbasalt gewonnen. Die Endprodukte wurden zum Rhein transportiert, um sie dort auf Schiffe zu verladen, zunächst mittels Pferdefuhrwerke über Waldwege. Um diese beschwerliche Transportmethode zu vermeiden, wurde 1886–1887 eine 6,3 Kilometer lange Seilbahn vom Plateau des Asbergs bis zum Rheinbreitbacher Rheinufer errichtet. Die Baukosten betrugen 300.000 Reichsmark. Nach ihrer Gründung im Jahre 1888 führte die Basalt AG den Abbau am Asberg durch. 1901 wurde der Betrieb der Seilbahn aufgrund von Rechtsstreitigkeiten mit einem konkurrierenden Steinbruchunternehmen eingestellt, ab 1902 wurde sie wieder abgebaut. Gleisanlagen für Loren, die vom Asberg zum Meerberg verliefen, ersetzten die Seilbahn. Ende der 1950er-Jahre begann der Einsatz von Lastkraftwagen.
Nachdem die Vorkommen erschöpft waren, endete Anfang der 1970er-Jahre der Basaltabbau am Asberg. In seinen Abbauvertiefungen hinterließ er drei Seen und zahlreiche kleinere Feuchtbiotope. Auf der Südwestflanke des Berges befindet sich ein Ilex-Gebiet, auch eine Population von Kammmolchen und Gelbbauchunken hat den Asberg besiedelt. Er ist seit 2003 mit einer Fläche von 94 Hektar als FFH-Gebiet gemeldet. Im Frühjahr 2013 wurden Maßnahmen zum Schutz der zuletzt deutlich zurückgegangenen Bestände von Gelbbauchunken aufgenommen.

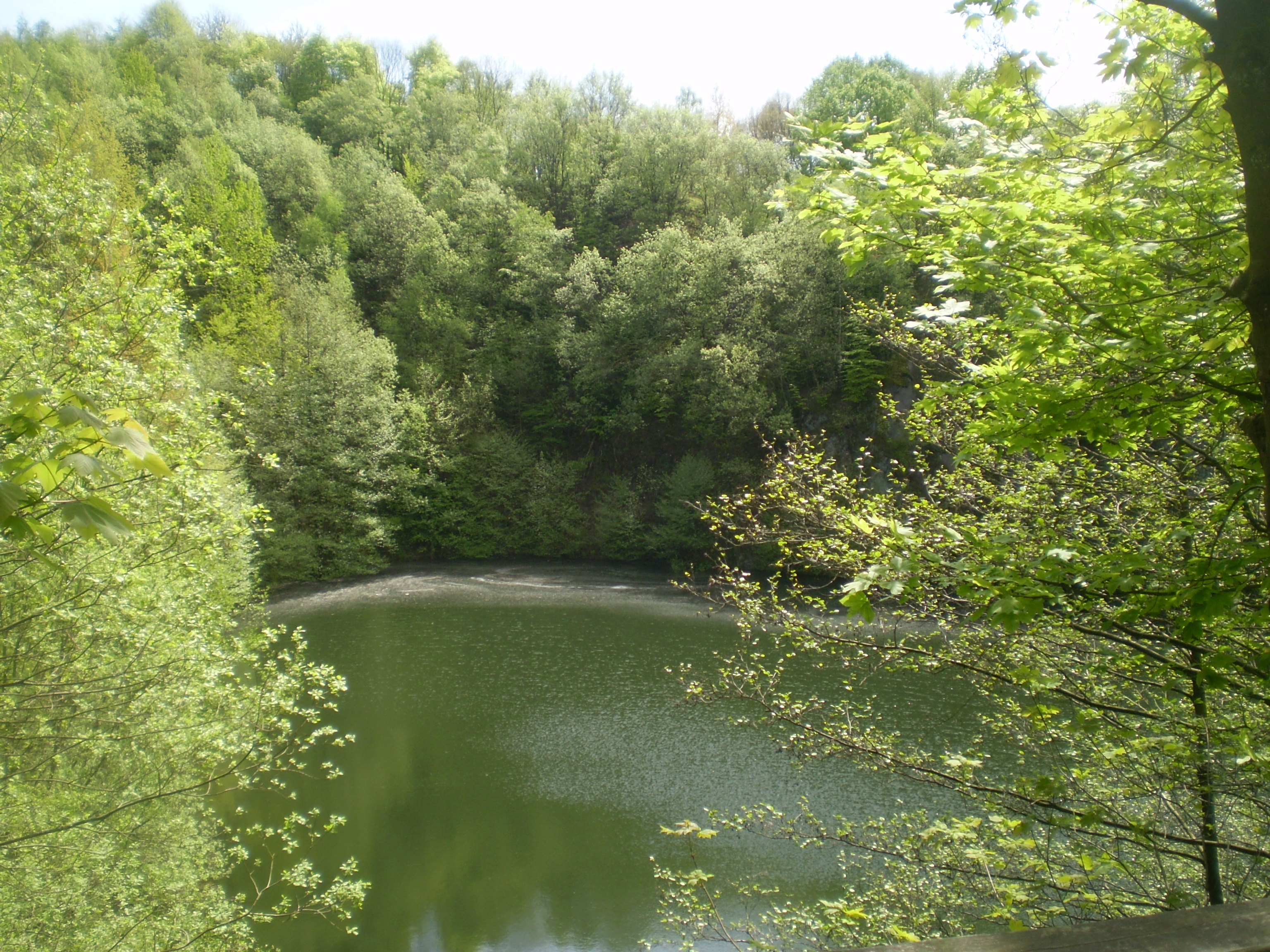
Basaltsee am Asberg
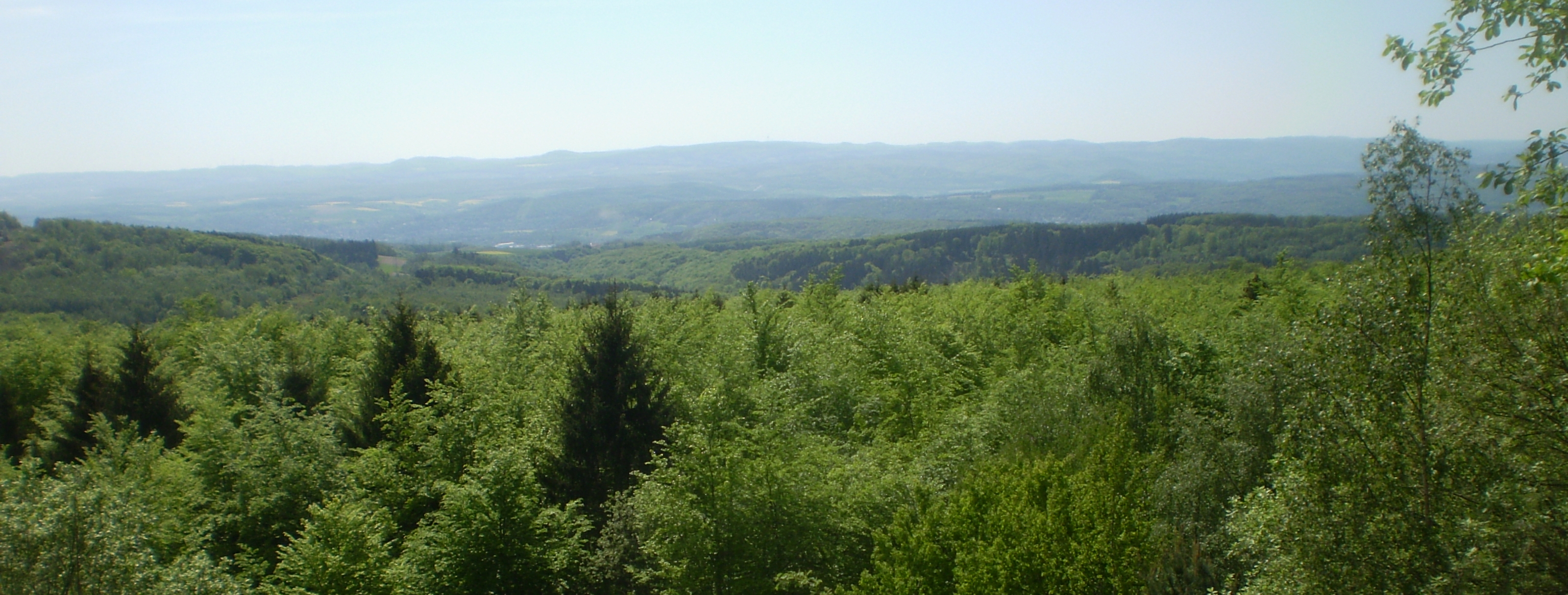
Blick vom Gipfel Richtung Eifel

## V1-Stellungsbereich

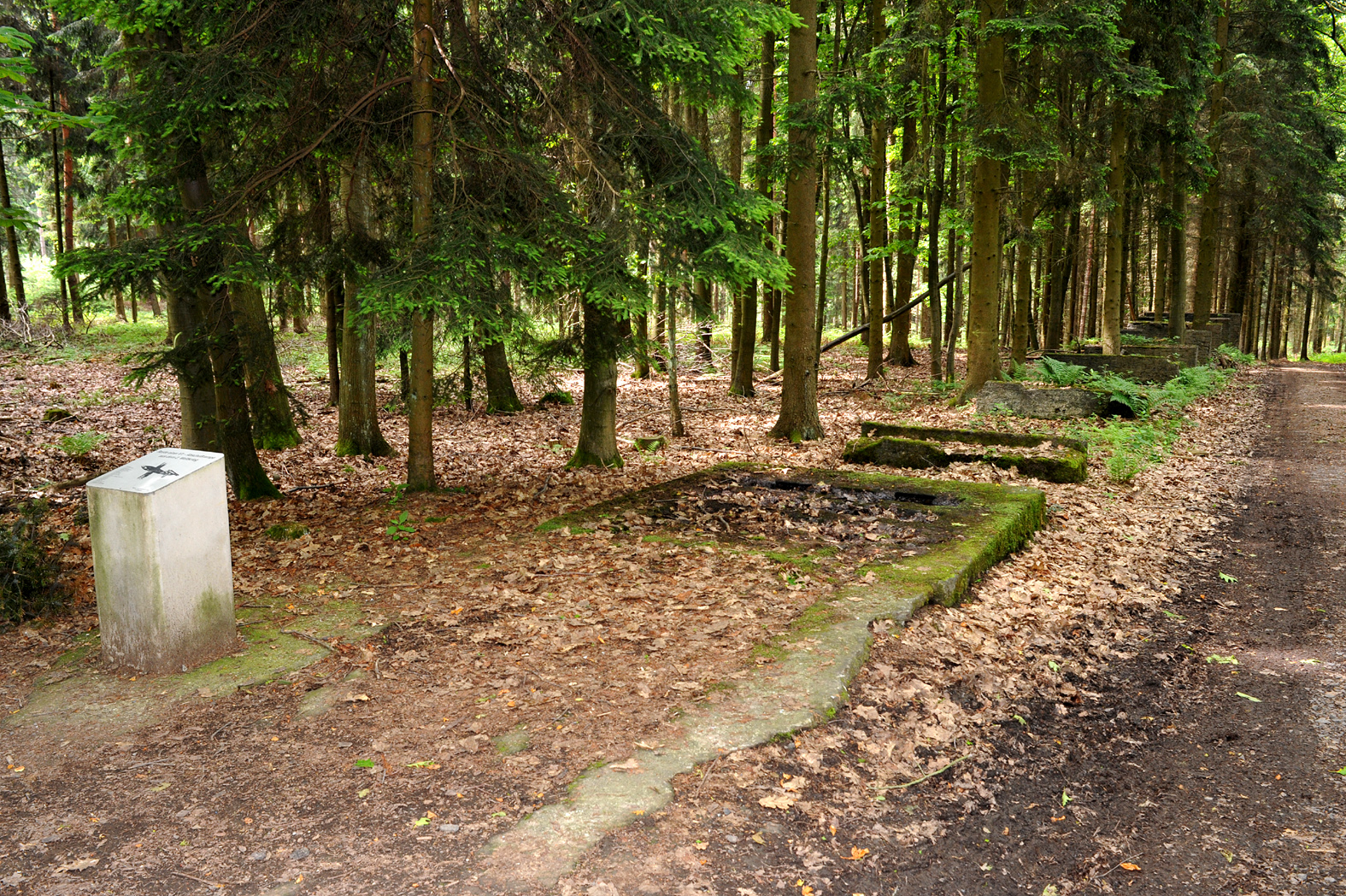
Hauptfundament und Pendelstützenfundamente des Katapults der Stellung 328

Am Ende des Zweiten Weltkriegs wurden im südlichen Umkreis des Asbergs vier Feuerstellungen für „Vergeltungswaffen“ des Bautyps Fieseler Fi 103 (V1), den ersten militärisch eingesetzten Marschflugkörper, aufgebaut. Zunächst in Nordfrankreich angesiedelt, waren die Abschussstandorte der Vergeltungswaffe mit zunehmendem Vormarsch der Alliierten nach Osten in die Eifel verlegt worden. Im Herbst 1944 begann der Oberbefehlshaber West auch mit Vorbereitungen für den Aufbau von V1-Stellungsbereichen am östlichen Rheinufer: Dem Befehl zur Erkundung des neuen Einsatzraums („Richard“) am 22. September folgte vom 9. bis zum 14. Oktober die Überprüfung des Bereichs zwischen Königswinter, Ittenbach, Honnef und Linz am Rhein auf mögliche Standorte einer V1-Batterie. Die Wahl fiel auf das Waldgebiet zwischen (im Uhrzeigersinn) Schweifeld, Kretzhaus bzw. Kalenborn und Bruchhausen. Es wurde weiträumig abgesperrt.
Der Bau der vier von zunächst geplanten fünf Feuerstellungen erfolgte durch ein Baubataillon der Luftwaffe. Er zeichnete sich durch eine aufgrund des kriegsbedingten Arbeitskräftemangels vereinfachte Konstruktionsweise, den Verzicht auf den Einsatz von Zwangsarbeitern und sehr aufwändige Tarnmaßnahmen aus. Die Transportvorgänge für den Bau der Stellungen und die Versorgung der Batterie wurden über den Bahnhof Kalenborn an der Bahnstrecke Linz–Flammersfeld abgewickelt. Die Stellungen setzten sich aus je elf Einrichtungen zusammen, darunter einem betonierten Geschütz- und acht Pendelstützenfundamenten (Länge ca. 50 m), einer Umsetzanlage und Geräte-Lagerplätzen (für die Flugkörper), einer Wärmebude für das Personal, Lagergruben und einem Kommandostand. Die Verbindungswege zwischen den Einrichtungen wurden betoniert.
Die Besetzung der Stellungen durch die 21. Batterie erfolgte erst nach einem entsprechenden Befehl vom 4. März 1945. Die sechs bis acht Tage in Anspruch nehmende Inbetriebnahme konnte aufgrund des Kriegsverlaufs nicht mehr abgeschlossen werden, sodass es zu keinerlei Abschüssen der Flugkörper kam. Bereits am 7. März erfolgte der erste alliierte Rheinübergang über die nur sechs Kilometer entfernte Ludendorff-Brücke zwischen Remagen und Erpel, am 10. März war eine amerikanische Infanteriespitze bis auf 600 Meter an den Stellungsbereich herangerückt. Daher erfolgte nach Befehl vom 11. März der Abtransport der 21. Batterie über die Eisenbahn bis zum 21. März nach Cloppenburg. Nach Kriegsende wurden die durch die alliierten Truppen unversehrt gelassenen Stellungen zur Reparierung von Schäden an Häusern in den umliegenden Ortschaften genutzt und dabei teilweise zurückgebaut. Der Stellungsbereich am Asberg gilt dennoch hinsichtlich seines Erhaltungsgrads, der Vollständigkeit und öffentlichen Begehbarkeit als einmalig. 2017 wurden die erhaltenen Reste der Stellungen als Bodendenkmäler unter Schutz gestellt.
Die einzelnen Stellungen sind zwar in einem unterschiedlichen Maße zugänglich, aber in einem gleichen Fertigstellungs- und ähnlichen Erhaltungszustand. Die Stellung Nr. 328 weist als einzige von einem öffentlichen Weg aus sicht- und begehbare Pendelstützenfundamente auf. Die Stellung Nr. 326 wurde nur vermessen, nicht gebaut.
| Station | Gemarkung      | Position                             | Koordinaten         |
| ------- | -------------- | ------------------------------------ | ------------------- |
| 325     | Unkel          | westlich von Schweifeld              | 50° 38′ N, 7° 18′ O |
| 327     | Erpel          | nordwestlich von Kretzhaus           | 50° 37′ N, 7° 18′ O |
| 328     | Erpel          | Rheinhöhenweg (Richtung Bruchhausen) | 50° 37′ N, 7° 16′ O |
| 334     | Rheinbreitbach | Rheinhöhenweg (südlich Auge Gottes)  | 50° 37′ N, 7° 16′ O |

## Rezeption
Nach dem Berg ist der 1912 nach Plänen des Gartenarchitekten Fritz Encke angelegte Asbergplatz im Kölner Stadtteil Sülz benannt.